# Michele Maria Giambelli
Miguel Maria Giambelli (Flero, 23 marzo 1920 – Bragança, 26 dicembre 2010) è stato un vescovo cattolico italiano naturalizzato brasiliano.

## Biografia
Fu consacrato presbitero dei Chierici regolari di San Paolo (Barnabiti) il 4 luglio 1943.
Fu consacrato vescovo di Guamà il 15 giugno 1980. Quando, per decreto di Giovanni Paolo II, la diocesi cambiò nome in diocesi di Bragança do Pará, ne divenne il primo vescovo.

## Successione
Rinunciò al governo della diocesi, per raggiunti limiti d'età, il 10 aprile 1996. Risiedette a Bragança e collaborò con il nuovo vescovo Luigi Ferrando.
Prestò inoltre il suo servizio come cappellano all'Ospedale Sant'Antonio Maria Zaccaria di Bragança.

### Curiosità
Loro mi chiedono: "Come fai a restare giovane?". 
Io rispondo che è molto semplice: sempre al lavoro e non fermarsi mai!!!»
(Mons. Michele Giambelli, intervista, Lodi, Collegio San Francesco, giugno 1990)

## Genealogia episcopale
La genealogia episcopale è:
- Cardinale Scipione Rebiba
- Cardinale Giulio Antonio Santori
- Cardinale Girolamo Bernerio, O.P.
- Arcivescovo Galeazzo Sanvitale
- Cardinale Ludovico Ludovisi
- Cardinale Luigi Caetani
- Cardinale Ulderico Carpegna
- Cardinale Paluzzo Paluzzi Altieri degli Albertoni
- Papa Benedetto XIII
- Papa Benedetto XIV
- Papa Clemente XIII
- Cardinale Marcantonio Colonna
- Cardinale Giacinto Sigismondo Gerdil, B.
- Cardinale Giulio Maria della Somaglia
- Cardinale Carlo Odescalchi, S.I.
- Cardinale Costantino Patrizi Naro
- Cardinale Lucido Maria Parocchi
- Papa Pio X
- Cardinale Gaetano De Lai
- Cardinale Raffaele Carlo Rossi, O.C.D.
- Cardinale Amleto Giovanni Cicognani
- Arcivescovo Carmine Rocco
- Vescovo Miguel Maria Giambelli, B.